# Eumenes punctatus
Eumenes punctatus  (лат.) — вид одиночных ос рода Eumenes из семейства Vespidae.

## Распространение
Южная, Восточная и Юго-Восточная Азия.

## Описание
Чёрные осы с жёлтыми отметинами и с тонким длинным стебельком брюшка (петиоль). Длина самок 11-13 мм, самцов 10-11 мм; длина переднего крыла самок 8,5 мм, у самцов 7 мм. Голова грудка и брюшко тонко и плотно пунктированные. Вид был впервые описан в 1852 году швейцарским энтомологом Анри де Соссюром.